# Happy Ol’ McWeasel
Happy Ol' McWeasel ist eine slowenische Punkrockband aus Maribor.

## Geschichte
Die Band wurde im Jahr 2007 begründet. Die ursprünglichen Anführer der Band sind Gregor „Moony“ Jančič (Gesang) und Primož „Ufo“ Zajšek (Akkordeon). Dazu gesellten sich später Tine Trapečar (Akustische Gitarre), Luka Cajnkar (Gitarre), Bine Zorko (Bass) und Aleš Voglar (Schlagzeug). Nachher gesellte sich noch der Violinist und Produzent Martin Bezjak hinzu. Im Jahr 2008 verließ Luka die Band, und er wurde durch Aleš Pišotek als Gitarrist ersetzt. Es ist nicht klar genau wann, aber Matjaž Piavec verließ die Band und wurde durch Timi Krajnc auf Banjo und Akustische Gitarre ersetzt.

## Diskografie
Alben
- No Offence (2012)[1][2]
- Heard Ya Say! (2015)[3][4]
- Such Is Life (2023)[5]

Singles
- Irish Rover (2009)
- Hairy Grizzly (2011)
- No Offence (2012)
- Good Deeds (2013)
- Away (2015)
- Left Behind (2015)
- Blow (2016)
- Sunny Side of the Street (Bearbeitung The Pogues) (2016)
- Join the Crew (2017)
- Break Them Bones (2019)
- See You Tomorrow (2020)
- Mickey Lad (2020)
- Last Good Chance (2022)
- 100 Years (2023)

## Musikvideos
- Irish Rover (2009)
- Hairy Grizzly (2011)
- No Offence (2012)
- Good Deeds (2013)
- Left Behind (2015)
- Blow (2016)
- Join the Crew (2017)
- Sunny Side of the Street (2017)
- Break Them Bones (2019)
- See You Tomorrow (2020)
- Mickey Lad (2020)
- Last Good Chance (2022)
- 100 Years (2023)